# Sumberanyar (Rowokangkung)
Sumberanyar is een bestuurslaag in het regentschap Lumajang van de provincie Oost-Java, Indonesië. Sumberanyar telt 3670 inwoners (volkstelling 2010).